# Xavier Saint-Macary
Pour les articles homonymes, voir Saint-Macary et Macary.
Xavier Saint-Macary, né le 7 juin 1948 à Orléans et mort le 13 mars 1988 à Paris, est un acteur français.
Son frère, Hubert Saint-Macary, est également acteur et sa sœur Anne Saint-Macary est monteuse. Xavier vit avec Ludmila Mikaël, puis avec Nathalie Baye ; il a une fille née de sa relation avec Isabelle Hö, sa partenaire (décédée en 1991) du film d'Alain Cavalier, Martin et Léa.

## Biographie
Entre 1960 et 1964, Xavier Saint-Macary et son frère Hubert passent quelques années de leur jeunesse en Allemagne, à Lahr (Forêt-Noire), où leur père est colonel de l'armée de l'air et commande la base aérienne 139. À ce titre, ils fréquentent tous deux le collège français de Lahr. Après des études au cours Simon, Xavier devient célèbre en 1973 pour son rôle de l'amant de Jean-Pierre Aumont dans La Nuit américaine de François Truffaut. La même année, il joue le comte de Guiche aux côtés de Claude Jade (Louise de La Vallière) dans Le Château perdu.
En 1979, il est Martin dans Martin et Léa d'Alain Cavalier. En 1981, il interprète Ronald dans Les hommes préfèrent les grosses de Jean-Marie Poiré.  Le réalisateur Patrice Leconte le fait  tourner aux côtés de Michel Blanc et Anémone dans Ma femme s'appelle reviens (1982). Il retrouve ensuite François Truffaut en 1983 pour Vivement dimanche ! dans le rôle de Bertrand Fabre, l'ex-époux de Fanny Ardant.
Il est également le mari de Danièle Évenou dans la série télévisée Marie-Pervenche (1984-1986). Sa dernière apparition a lieu en 1988 dans Quelques jours avec moi de Claude Sautet.
Il meurt soudainement d'une crise cardiaque le 13 mars 1988, peu avant ses quarante ans, dans le 9e arrondissement de Paris. Il repose au grand cimetière d'Orléans.

## Filmographie

### Cinéma

#### Longs métrages
- 1973 : La Nuit américaine de François Truffaut : Christian, l'amant d'Alexandre
- 1973: Le Château perdu de François Chatel: Comte de Guiche
- 1973 : L'Oiseau rare de Jean-Claude Brialy : Francis, l'amant de Renée
- 1976 : Le Plein de super d'Alain Cavalier : Philippe  - également scénariste
- 1977 : L'Animal de Claude Zidi : Le chauffeur de Saint-Prix
- 1977 : Dites-lui que je l'aime de Claude Miller : Michel Barbey
- 1977 : Pourquoi pas ! de Coline Serreau : Le play-boy
- 1977 : La Coccinelle à Monte-Carlo (Herbie Goes to Monte Carlo) de Vincent McEveety : Fontenoy, le détective
- 1978 : Ce répondeur ne prend pas de message d'Alain Cavalier : l'homme - également producteur
- 1978 : Le Point douloureux de Marc Bourgeois : le serveur du restaurant
- 1979 : Martin et Léa d'Alain Cavalier : Martin  - également scénariste
- 1979 : Le Cavaleur de Philippe de Broca : Georges Jussieu
- 1979 : À nous deux de Claude Lelouch : le détective
- 1979 : La Mémoire courte d'Eduardo de Gregorio : le mari de Judith
- 1979 : Ras le cœur de Daniel Colas : Roland
- 1980 : Loulou de Maurice Pialat : Bernard
- 1981 : Du blues dans la tête d'Hervé Palud : Jacky
- 1981 : Les hommes préfèrent les grosses de Jean-Marie Poiré : Ronald
- 1982 : Ma femme s'appelle reviens de Patrice Leconte : Philippe
- 1982 : L'Apprentissage de la ville de Caroline Huppert (téléfilm) : Atal
- 1982 : Le Bourgeois gentilhomme de Roger Coggio : Dorante
- 1983 : Signes extérieurs de richesse de Jacques Monnet : Bianchi
- 1983 : Vivement dimanche ! de François Truffaut : Bertrand Fabre
- 1985 : Détective de Jean-Luc Godard : Angelo
- 1985 : Le Débutant de Daniel Janneau : Philippe Rivière
- 1988 : Quelques jours avec moi de Claude Sautet : Paul
- 1988 : Corps z'à corps d'André Halimi : M. de Villecresne

#### Courts métrages
- 1973 : Motostory de Charles Palouze
- 1982 : Le Permis télé de Marc Jolivet  : lui
- 1983 : L'Ordre ou le Juste Milieu d'Ulysse Laugier
- 1984 : Voyage pour demain de Daniel Vigne

## Théâtre
- 1973 : Jean de La Fontaine de Sacha Guitry, mise en scène René Clermont, théâtre Montparnasse
- 1986-87 : L'Amuse-gueule de Gérard Lauzier, mise en scène Pierre Mondy, théâtre du Palais-Royal, avec pour partenaires Daniel Auteuil, Véronique Genest, Yolande Folliot, Philippe Khorsand...